# Paul Vanderborght
Paul Vanderborght est un poète belge d’expression française né à Frasnes-lez-Gosselies le 27 octobre 1899 et mort à Binche le 27 novembre 1971.
Il est le fondateur de la revue littéraire La Lanterne sourde.

## Distinctions
L’Académie royale de langue et de littérature françaises de Belgique a décerné en 1933 le prix Émile Polak à Paul Vanderborght pour le recueil Plaine.

## Publications
- 1922 – La Joie douloureuse
- 1923 – Images du Rallye (ill. James Ensor)

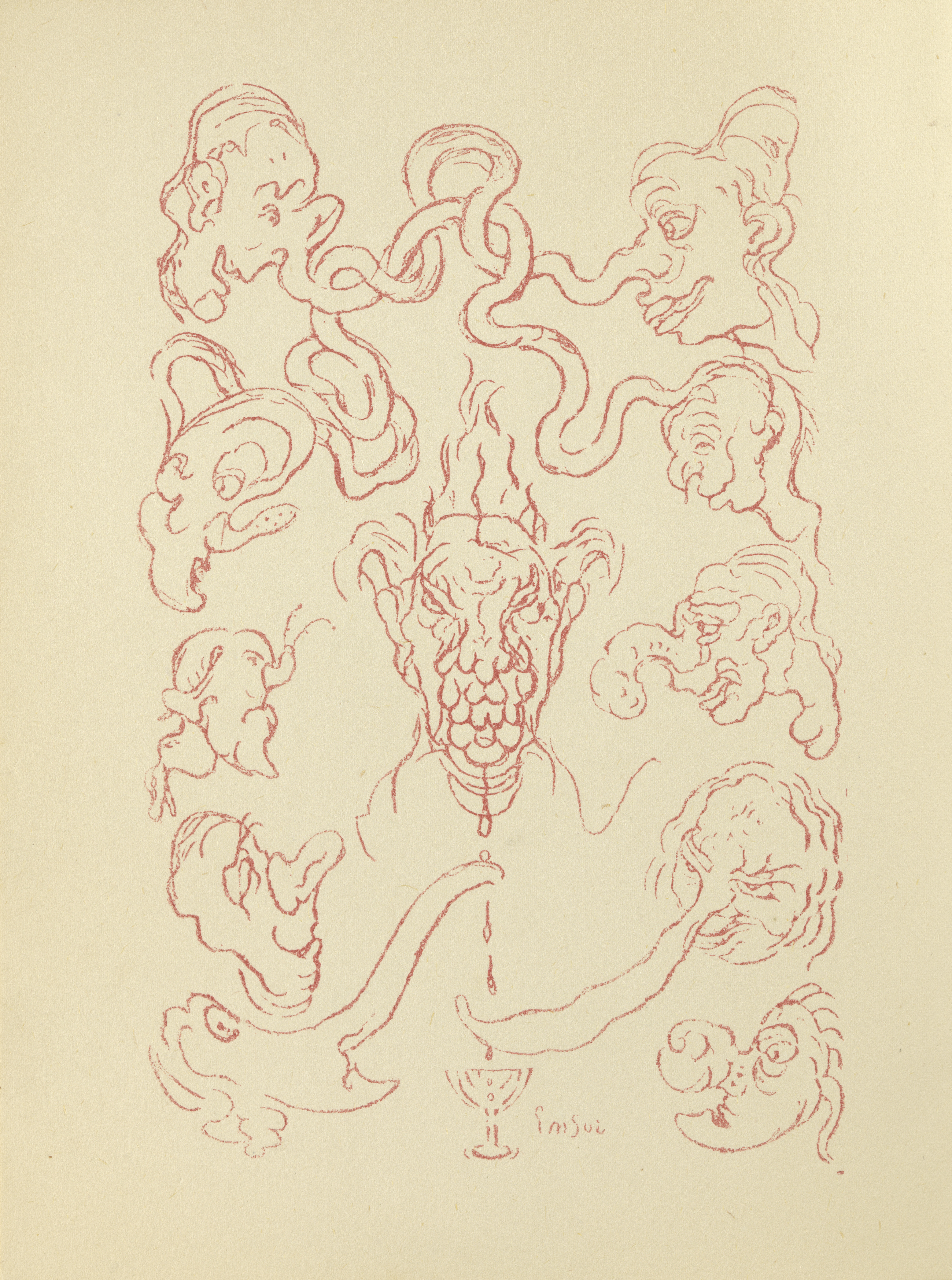
Illustration dans "Images du Rallye" par James Ensor

- 1924 – Poètes belges d’esprit nouveau
- 1927 – Messageries d’Orient (préf. Robert de Traz)
- 1931 – Hommage à Rupert Brooke 1887-1915
- 1932 – Plaine. Poèmes du Nord
- 1938 – Hellade. Poèmes (1933-1937) (préf. Maurice Bedel)

Éditions récentes
- Poésie – Paul Vanderborght (introduction d’André Doms), Maison de la poésie, coll. « L’Arbre à paroles », Amay, 2000